# Giovanni Schiaparelli
Pour les articles homonymes, voir Schiaparelli.
Giovanni Virginio Schiaparelli (14 mars 1835 à Savillan, dans l'actuelle province de Coni, au Piémont, alors dans le royaume de Sardaigne - 4 juillet 1910 à Milan, Italie) est un astronome, historien des sciences et homme politique italien.

## Biographie
Giovanni Schiaparelli étudie à l’université de Turin dont il sort en 1854 avec un diplôme d'ingénieur hydraulicien, puis à l’observatoire de Berlin et travaille pendant quarante ans à l’observatoire de Brera.
Il observe les objets du système solaire avant de s’arrêter sur Mars dont il nomme les mers (régions sombres qu'il nomme mare) et les continents (régions claires qu'il baptise terra). Début 1877, il croit avoir observé des formations rectilignes (les mêmes que celles du père Secchi) qu’il appelle « canali » (chenaux, improprement traduit par « canaux ») et qui traversent les continents pour rejoindre les mers. En 1879, il croit observer leur dédoublement qu'il baptise gémination. Les canaux seront observés par de nombreux autres astronomes, Eugène Antoniadi en France, Percival Lowell aux États-Unis (qui fera construire un observatoire destiné à leur étude à Flagstaff dans l'Arizona). Certains astronomes pensent que ces canaux martiens sont artificiels et construits par une civilisation martienne sur le déclin. D'autres doutent de leur existence. Un important débat opposera les astronomes (professionnels et amateurs) sur leur existence et leur nature. À partir de 1909, Eugène Antoniadi propose une explication simple : l'illusion de canaux est créée par des alignements de détails de la surface de Mars observés dans des conditions difficiles. Deux camps vont continuer à s'opposer et jusqu'au lancement des premières sondes martiennes au milieu des années 1960, les canaux continueront d'être représentés sur certaines cartes de la NASA. La meilleure qualité des images obtenues par les sondes provoquera la disparition des canaux sans qu'aucune explication précise de leur présence ne fasse l'unanimité. 
De son côté, Schiaparelli n'affirme jamais la nature artificielle de ces canaux. Dans un article publié dans la revue L'Astronomie en 1882, il écrit : « Dans l'état actuel des choses, il serait prématuré d'émettre des conjectures sur la nature de ces canaux. » Cela dit, entre ses premières cartes publiées en 1878 et les suivantes, la représentation des canaux change. En 1878, Schiaparelli les montre comme des chenaux à l'aspect naturel, quelque peu irréguliers, alors que sur les cartes résumant les observations réalisées en 1879, en 1881-82 et au cours des années suivantes, ils apparaissent plus rectilignes, donnant au lecteur l'impression de structures artificielles.
Schiaparelli est le premier à démontrer la relation directe existant entre les Perséides, les Léonides, les pluies de météores et les comètes. Il devient membre étranger de la Royal Society le 29 novembre 1896.
En 1889, il est nommé par le roi Humbert Ier d'Italie sénateur du royaume d'Italie.
Giovanni Schiaparelli est membre de l'Accademia dei Lincei et de l'Accademia delle Scienze di Torino.
Il est l'oncle de la créatrice de mode Elsa Schiaparelli.
| (69) Hespérie | 26 avril 1861 |

## Distinctions et récompenses

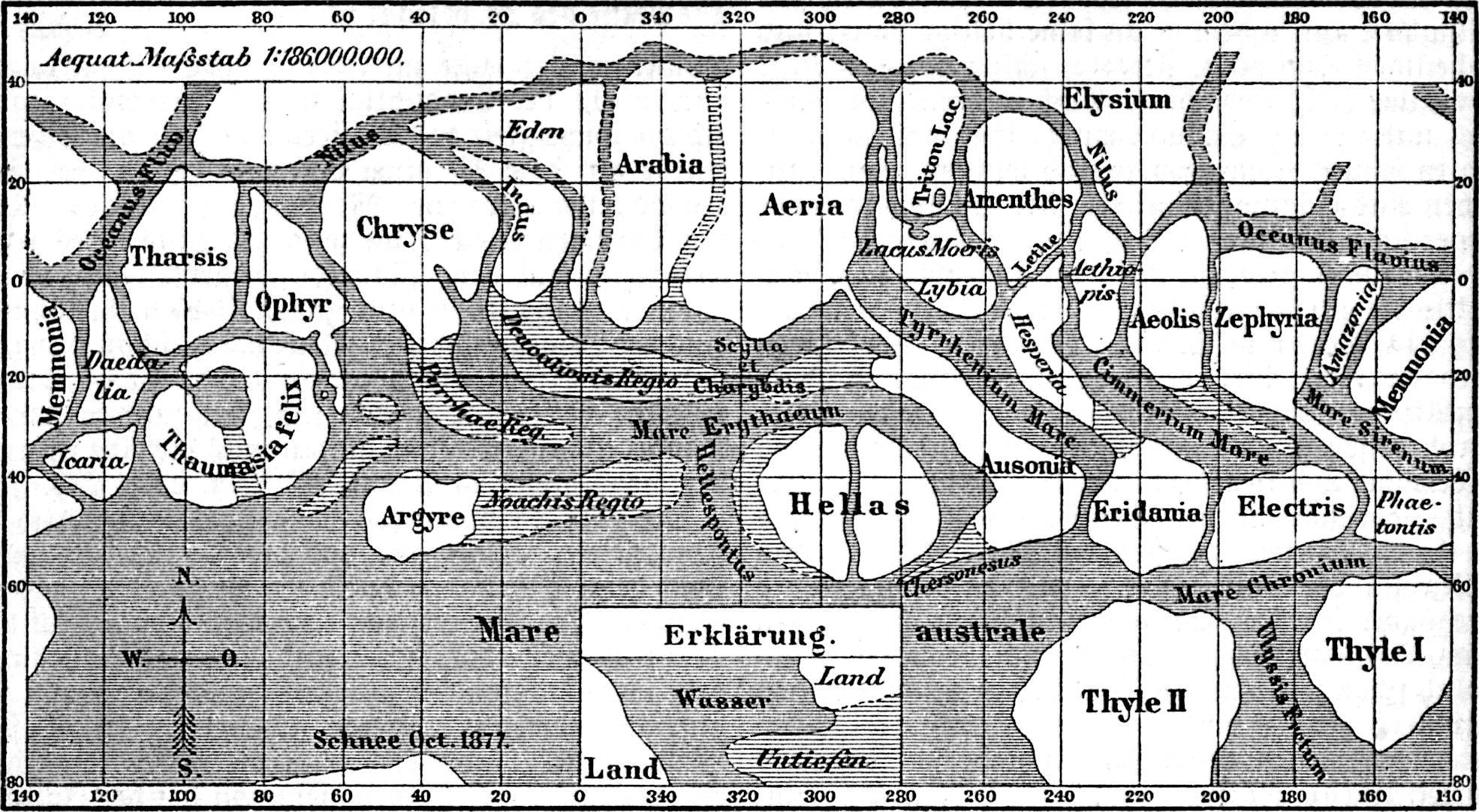
Carte de Mars par Giovanni Schiaparelli

### Prix
- Prix Lalande en 1868
- Médaille d'or de la Royal Astronomical Society en 1872
- Médaille Bruce en 1902

### Éponymie
- Astéroïde (4062) Schiaparelli
- Cratère Schiaparelli sur la Lune
- Cratère Schiaparelli sur Mars
- Schiaparelli (engin spatial)

## Publications
- « La planète Mars », dans Revue scientifique, 31e année, 2e semestre 1894, p. 770-777 (liste en ligne)

#### Notices nécrologiques
- (it) AN 185 (1910) 193/194
- ApJ 32 (1910) 313
- MNRAS 71 (1911) 282
- PASP 22 (1910) 164